# Tenzone con Forese
La cosiddetta Tenzone con Forese è un insieme di sei sonetti in lingua volgare di genere comico-grottesco, botta e risposta tra i poeti fiorentini Dante Alighieri e Forese Donati. I sonetti della tenzone furono composti negli ultimi anni del XIII secolo (all'incirca del 1294). Nelle moderne opere a stampa viene solitamente inclusa nelle Rime dantesche.
La tenzone poetica rappresenta il culmine della rivalità tra Dante e Forese, politici avversi all'interno dei guelfi fiorentini, ma privatamente amici intimi. I due, quindi, nella finzione poetica, procedono a lanciarsi una serie di invettive e accuse infamanti di natura giocosa. Ad aprire la tenzone è Dante, mentre Forese la prosegue e la chiude. Forese è per Dante goloso, degenerato e criminale, mentre Dante è per Forese miserabile, povero e disonorato. Dai commentatori Dante è generalmente ritenuto il vincitore della contesa, soprattutto per la maggior qualità e ricercatezza dei suoi versi, ricchi di rimandi ed allusioni.
L'autenticità della Tenzone è incerta. Secondo alcuni autori, soprattutto dell'Ottocento e del primo Novecento, come Domenico Guerri, si tratta di un falso di epoca rinascimentale. La critica contemporanea invece tende a ritenere l'opera genuina, complice l'esistenza di codici indubbiamente medievali, che riportano almeno frammenti della disfida poetica. Pervenuti in maniera sparsa, i sonetti della Tenzone furono riuniti e riordinati dal letterato Federico Ubaldini nel XVII secolo, ricostruzione poi confermata da studiosi moderni come Michele Barbi.

## Fonti
La Tenzone si è tramandata nei secoli in maniera frammentaria. Nonostante l'organicità del gruppo di sonetti, i codici pervenuti fino in epoca contemporanea li riportano spesso separati e apparentemente senza rispettarne il probabile ordine. Di epoca medievale sono i codici Laurenziano Rediano 184 e Chigiano L VIII 305, che riportano rispettivamente i primi e ultimi due della serie e i due mediani, così come anche il Riccardiano 1016 dove parti della Tenzone sono citate dall'anonimo fiorentino. Altri codici che li riportano in maniera sparsa sono il Palatino 180, il Trivulziano 1058 e il Chigiano L IV 131. Alcuni codici poi, come il Chigiano L IV 131 e il Laurenziano Rediano 184, sono palesemente copia l'uno dell'altro oppure di una comune fonte, poiché riportano anche gli stessi errori d'ortografia (es. carne anziché carte al verso 12 del terzo sonetto dell'opera). Dopo il medioevo, la Tenzone fu oggetto di studio di Pietro Bembo nelle sue ricerche sulla questione della lingua, e ai suoi studi si ispirò nel XVI secolo Lorenzo Bartolini, che incluse i sonetti nella sua Raccolta bartoliniana.

Michele Barbi, uno dei principali studiosi della Tenzone

La Tenzone fu riunita per intero solo attorno al XVII secolo, epoca a cui risale il codice Vaticano Barberiniano 3999 curato dall'accademico Federico Ubaldini, in cui compaiono tutti e sei i sonetti nell'ordine odierno. L'ordine dell'Ubaldini fu adottato nel XX secolo anche dal filologo Michele Barbi, che identifica senza dubbio il sonetto Chi udisse tossir la mal fatata come il primo della tenzone. Altri studiosi come Aldo Francesco Massera invece proposero un ordine diverso, soprattutto riguardo alle parti scritte da Forese, invertendo le posizioni dei sonetti L'altra notte e Va, rivesti; tuttavia, considerando la struttura delle composizioni, che trattandosi di botta e risposta presentano numerosi richiami l'una all'altra, l'ordine stabilito da Ubaldini e Barbi è comunemente considerato quello canonico. La più grande difficoltà di ricostruzione deriva proprio dai sonetti attribuiti a Forese, che a differenza di quelli di Dante sono meno sviluppati e privi di significativi rimandi interni come invece quelli dell'avversario.
Tradizionalmente la Tenzone, di lunghezza assai breve, viene inclusa nelle Rime, coi sonetti identificati in numeri romani da LXXIII (apertura di Dante) a LXXVIII (ultima risposta di Forese).

## Contesto

### Composizione
La tenzone poetica ebbe luogo a Firenze, all'incirca nell'ultimo decennio del XIII secolo, forse nel 1294. I due contendenti erano Dante Alighieri e Forese Donati, letterati e soprattutto politici di spicco del Comune cittadino. I due appartenevano alle due fazioni al tempo contrapposte nella politica fiorentina, Dante ai guelfi bianchi e Forese ai guelfi neri.

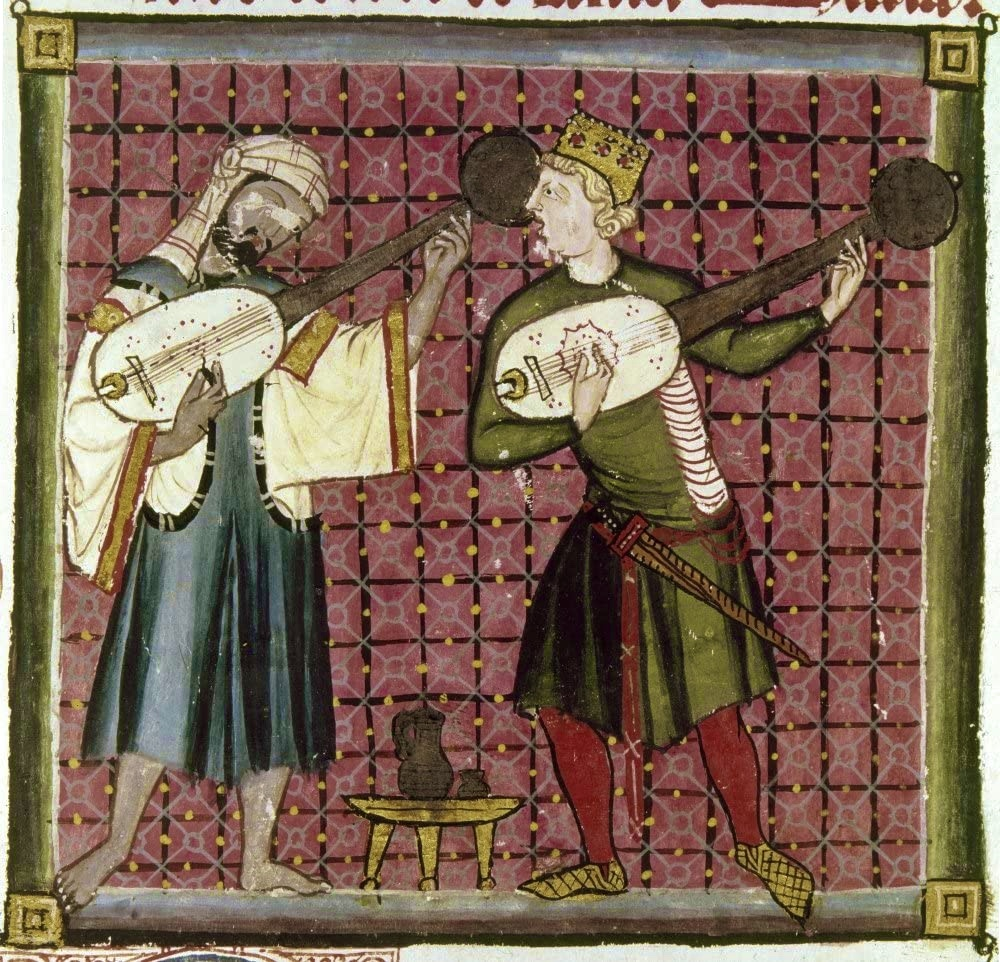
Tenzone musicale tra due trovatori in una miniatura medievale

I due, acerrimi rivali politici (come anche Dante e Corso Donati, fratello di Forese), erano invece privatamente buoni amici, e addirittura la moglie di Dante, Gemma Donati, era una cugina dello stesso Forese. La poesia comica era allora in voga, e la tenzone era una forma poetica assai diffusa, soprattutto per dissacrare i rivali politico-letterari (vituperatio iocosa). Dante e Forese quindi iniziarono a loro volta a scambiarsi una serie di sonetti dal tono ingiurioso, da non doversi tuttavia prendere alla lettera, concepiti solo per ottenere un effetto comico e grottesco e suscitare il riso degli ascoltatori. I testi sono ricchi di riferimenti alla società del tempo, alcuni palesi ed altri meno, e non è improbabile che l'effetto di molti dei doppi sensi originali si sia perso nel tempo, risultando infine indecifrabile.

### Sviluppi successivi
La Tenzone comprende buona parte delle informazioni note sulla figura di Forese Donati, altrimenti ricordata solo nella Divina Commedia. Forese Donati, noto aristocratico e gaudente fiorentino, morì nel 1296, di certo influenzando la maturazione personale e artistica di Dante. Il poeta immortalò l'amico nel canto XXIII del Purgatorio; in un'ambientazione assai più seria e solenne, parlando del defunto Forese Dante accantona i toni irriverenti per lasciare il posto a un grande affetto (La faccia tua, ch’io lagrimai già morta, / mi dà di pianger mo non minor doglia), testimoniando quindi la "non serietà" della precedente Tenzone, compiendo quindi una palinodia del suo lavoro giovanile.

## La tenzone

### Attacco di Dante:Chi udisse tossir la mal fatata
(Rime, sonetto LXXIII)
Struttura: ABAB ABAB CDE CDE
Secondo l'interpretazione filologica tradizionale, è il sonetto Chi udisse tossir la mal fatata l'inizio della tenzione. È quindi Dante ad attaccare per primo Forese, rinfacciandogli di trascurare il suo dovere maritale e di lasciare la moglie Nella sola: lasciata ironicamente a congelare per la solitudine, sbaglierebbe quindi chi credesse che ella provenga dall'estremo Nord (potrebbe dir ch'ell'ha forse vernata / ove si fa 'l cristallo in quel paese), che dorma con una coperta troppo corta (del copertoio c'ha cortonese) o che sia ormai vecchia (no l'addovien per omor ch'abbia vecchi). Il ludibrio di Dante allude alternativamente all'infedeltà coniugale di Forese, oppure per converso alla sua impotenza sessuale. Dante fa inoltre lamentare la madre di Nella Donati di non averla a suo tempo data in sposa a un nobile importante come un Guidi. Il burlone riferimento dantesco è al fidanzamento che esisteva tra Forese e Jacopa Guidi, figlia del potente feudatario Guido Novello Guidi, ma che non si concretizzò mai in matrimonio a causa dei rapidi rivolgimenti politici toscani.
Nel sonetto Dante adotta una struttura particolare, ricalcata sullo stile di Rustico Filippi e altri poeti comici del XIII secolo, impiegando prevalentemente la terza persona e occasionalmente la seconda, ma mai la prima (a differenza di quanto farà il meno raffinato Forese). Inoltre Dante avrebbe volutamente citato Rustico Filippi, dati alcuni termini assai simili che ricorrono nel sonetto filippesco Io fo ben boto a Dio: se Ghigo fosse (segnatamente il mezzo mese estivo e la tosse). Lo storico della lingua Fredi Chiappelli, il quale ritiene tutta la Tenzone una grande antifrasi, ribalta il significato apparente del sonetto; Dante vi avrebbe quindi esaltato la fedeltà coniugale dell'amico e l'importanza della famiglia Donati.

### Prima risposta di Forese:L'altra notte mi venne una gran tosse
(Rime, sonetto LXXIV)
Struttura: ABBA ABBA CDE ECD
Nel primo sonetto di risposta, L'altra notte mi venne una gran tosse, Forese non risponde direttamente alle accuse di infedeltà coniugale lanciate dall'avversario. Egli attacca piuttosto il padre di Dante, Alighiero di Bellincione Alighieri, accusandolo di essere un povero miserabile e quindi gettando discredito sul figlio. Forese, riprendendo l'immagine della tosse del precedente sonetto, immagina di uscire di casa e di incontrare proprio lo spirito di Alighiero, che lo prega di liberarlo dal nodo che lo lega in nome dell'amore che prova per il figlio. Tuttavia Forese fa un gesto scaramantico (Allora mi segna' verso 'l levante) e lo ignora, andandosene. La narrazione poetica di Forese, a differenza di quella di Dante, rimane comunque piuttosto vaga, soprattutto nella seconda parte del sonetto.

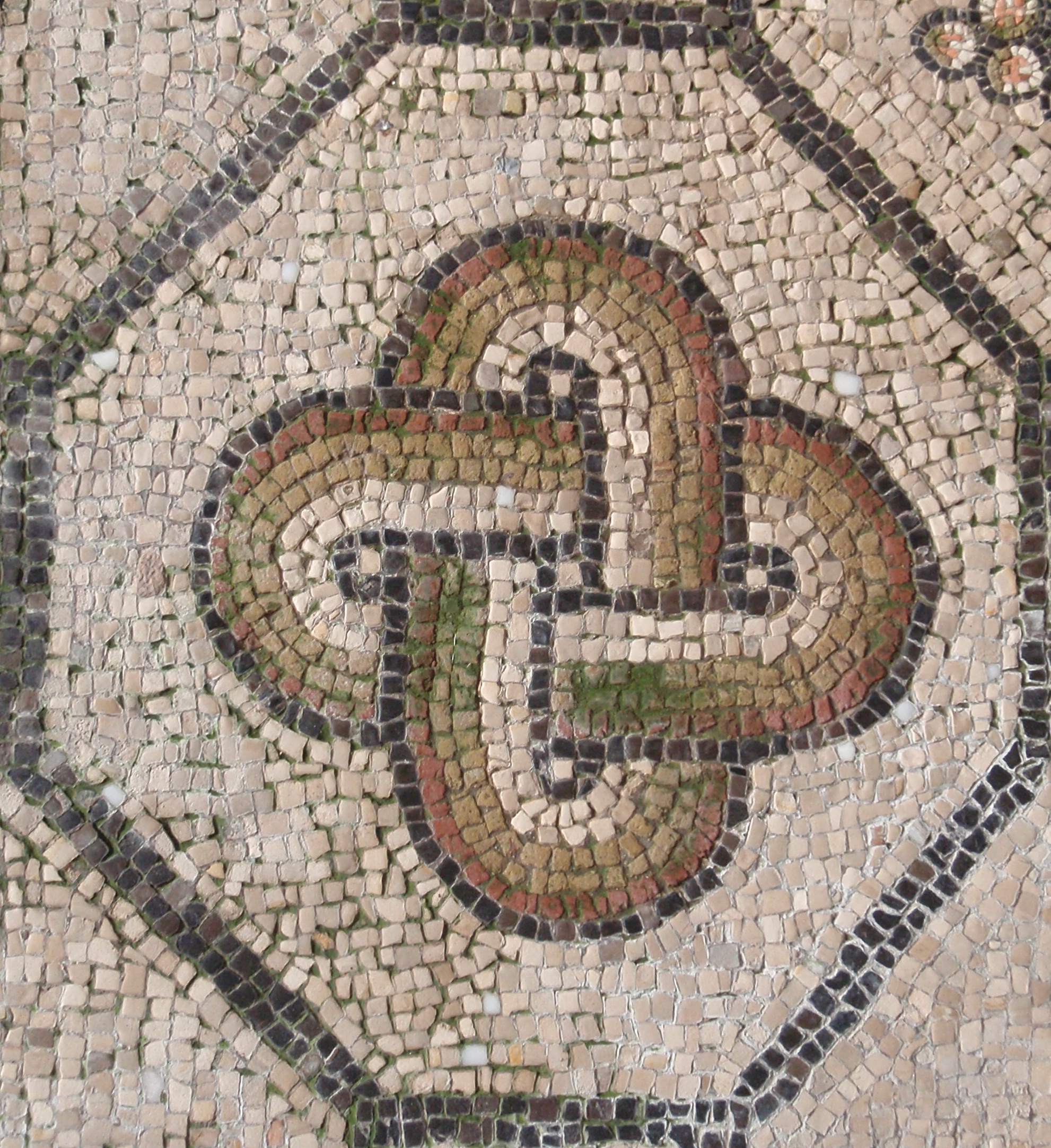
Il nodo di Salomone, antico simbolo cristiano richiamante il divino, è invece usato ironicamente nella Tenzone, accostato alla bassezza dei suoi protagonisti

Le accuse di Forese e, in generale, della società fiorentina verso Alighiero Alighieri avevano qualche fondamento, poiché egli era generalmente ritenuto un usuraio. La famiglia Alighieri era di nobiltà relativamente recente, poiché non era citata negli Ordinamenti di giustizia fiorentini tesi a bandire gli aristocratici dalla politica cittadina, e ancora prima non era nemmeno ricordata tra quelle guelfe esiliate da Firenze dopo la battaglia di Montaperti del 1260. Pare invece che già il nonno di Dante, Bellincione Alighieri, fosse un facoltoso commerciante, e che assieme ai suoi figli avesse un'attività mercantile; inoltre le attività finanziarie di Alighiero Alighieri sono attestate da numerosi documenti della seconda metà del XIII secolo, che riportano alcuni prestiti da lui effettuati.

### Prima risposta di Dante:Ben ti faranno il nodo Salamone
(Rime, sonetto LXXV)
Struttura: ABAB ABAB CDE CDE
Facendo il verso al nodo di Salomone del precedente sonetto, la replica di Dante è ancora più dura, accusando Forese del peccato di gola e, soprattutto, di essere un grande scialacquatore e ladro: per Dante gli eccessi porteranno Forese a San Simone (cioè la prigione cittadina), a meno che per sostenersi non riesca a dedicarsi con successo all'arte della famiglia Stagno, ovvero il ladrocinio. Gli Stagno erano una famigerata schiatta di furfanti dell'epoca finiti poco prima sulla forca, e inoltre uno zio di Forese, Buoso Donati, era un ladro altrettanto famigerato, tanto che Dante stesso lo pose all'Inferno. Un'interpretazione alternativa sull'ultimo verso vedrebbe Dante citare il ladro Salvagno, personaggio comico-patetico ricorrente nei poemi cavallereschi del XIII secolo, soprattutto in area franco-provenzale.
Se interpretato come antifrasi, il sonetto sarebbe una lode di Dante alla ricchezza della famiglia Donati e alla ricercatezza di gusti di Forese, che nei suoi famosi banchetti non badava a spese. Nel corso del tempo questo sonetto è stato più volte involontariamente alterato dai copisti, che per ignoranza ne modificavano delle parole, come ad esempio accaduto nei codici Chigiano L IV 131 e Laurenziano Rediano 184, dove al verso 12 carte diventa carne, forse per assonanza col verso 4 e guastando così la concordanza delle rime; altra parte spesso storpiata del sonetto è la fine dell'ultimo verso, riportata anche come Fidistagno (Chigiano L IV 131 e Vaticano Barberiniano 3999) o afidistagnio (Laurenziano Rediano 184).

### Seconda risposta di Forese:Va, rivesti San Gal prima che dichi
(Rime, sonetto LXXVI)
Struttura: ABBA ABBA CDE CDE
Come nella risposta precedente, Forese evita ancora una volta di rispondere direttamente alle accuse dantesche. Sceglie piuttosto di insistere sulla bassezza di Dante e sulle misere condizioni economiche della famiglia Alighieri, accusando l'altro di approfittarsi anche di uomini pii come san Gallo e citando anche i fratelli di Dante, Gaetana e Francesco Alighieri, invitando il poeta a lavorare con loro per non andare a mendicare e vivere presso gli istituti di carità, o peggio con lo zio Belluzzo Alighieri, altro famigerato usuraio. Il paragone è con la ricca famiglia di Forese, i Donati, che a differenza degli Alighieri non dovevano lavorare per vivere e quindi non subivano l'onta derivante, tanto che per Forese lo stesso Dante avrebbe loro chiesto aiuto economico (perché pur mandi a noi per caritate?).
Per antifrasi, il sonetto alluderebbe all'importanza degli Alighieri e nella fattispecie dello stesso Dante, in quegli anni politico in ascesa. Infatti, a ribaltare l'accusa di accattonaggio mossa da Forese, nel 1294 Dante ospitò a Firenze il principe Carlo Martello d'Angiò, con cui sviluppò sincera amicizia e che ricordò anche nei canti VIII e IX del Paradiso dopo la sua morte prematura.

### Ultima replica di Dante:Bicci novel, figliuol di non so cui
(Rime, sonetto LXXVII)
Struttura: ABBA ABBA CDC DCD
L'ultima risposta di Dante è anche il picco della sua perfidia, poiché qui lancia le accuse più infamanti contro Forese, definito ancora un ladro, un goloso e poi, soprattutto, frutto dell'adulterio della madre, monna Tessa Donati. Secondo Dante, Forese è già un famigerato criminale (piuvico ladron), tanto che la gente lo teme e fa la guardia alla propria borsa quando lo riconosce, complice il volto vistosamente deformato da una cicatrice (Questi c'ha la faccia fessa). Viene attaccato anche il resto della famiglia Donati, nella vita reale grandi avversari politici di Dante, soprattutto Sinibaldo e Corso Donati, fratelli di Forese e, nel caso di Corso, uno degli uomini politici fiorentini più potenti del periodo; Dante arriva addirittura ad accusarli di lussuria e incesto, tradendosi a vicenda con le rispettive mogli (sanno a lor donne buon cognati stare).
In realtà monna Tessa Donati era rinomata per la sua purezza, e per antifrasi il sonetto farebbe riferimento a ciò. Figura di cui invece non è possibile trovare un'interpretazione positiva è Simone Donati, padre di Forese qui schernito dal Sommo Poeta, notissimo allora a Firenze per una truffa testamentaria escogitata assieme a Gianni Schicchi, che Dante pose poi all'Inferno.

### Chiusura di Forese:Ben so che fosti figliuol d'Alaghieri
(Rime, sonetto LXXVIII)
Struttura: ABBA ABBA CDC DCD
Spetta a Forese chiudere la tenzone, ed egli sceglie ancora una volta di attaccare il padre di Dante, Alighiero Alighieri, che avrebbe trasmesso al figlio la codardia e la pusillanimità, fallendo nel vendicare l'onore della famiglia Alighieri contro le offese subite. Non è ben chiaro a quale offesa non vendicata alluda Forese; potrebbe forse trattarsi dell'uccisione di Geri del Bello, cugino di Alighiero la cui mancata vendetta da parte della sua famiglia è ricordata anche della Divina Commedia nel canto XXIX dell'Inferno.

## Stile e temi

### Stile
La Tenzone presenta uno stile disinibito, sciolto, grottesco e a tratti osceno, che ha scandalizzato molti dei commentatori danteschi, portandoli a rifiutarla come autentica per non "infangare" la reputazione di Dante. Gianfranco Contini e Fredi Chiappelli, ritenendo i versi senza dubbio autentici, li definiscono come esercizi stilistici, frutto di un periodo di forte influenza letteraria su Dante da parte di autori coevi come Rustico Filippi, Guittone d'Arezzo, Guido Guinizelli e Cino da Pistoia, il cui stile era assai più disinibito e libero che non quello caratteristico del dolce stil novo. Nei propri versi i due autori effettuano un deliberato ribaltamento dei canoni poetici del tempo, scambiandosi le peggiori ingiurie e nefandezze, come imponeva il genere letterario grottesco della vituperatio iocosa ("insulto giocoso"); le ingiurie sono quindi da leggersi prevalentemente in chiave ironica, non letterale, e infatti molte delle accuse che Dante e Forese si rinfacciano sono con molta probabilità solo licenze poetiche e disfemismi volutamente ed esageratamente grotteschi, se non vere e proprie antifrasi. Non ha invece trovato seguito la teoria, proposta da Michele Barbi, basata sull'intensità crescente degli insulti, ovvero che la Tenzone, cominciata per scherzo, si sia poi inasprita passando a vere ingiurie tra Dante e Forese.
La spigliatezza dei versi danteschi della Tenzone è da taluni vista come precorritrice dello stile dell'Inferno, la cui composizione sarebbe cominciata di lì a pochi anni. La poesia di Dante, benché volgare (cioè immorale) e antistilnovistica, è comunque considerata migliore di quella di Forese, definito «dilettantesco» per la poca variabilità dei suoi versi e la ripetitività degli argomenti, nonostante egli scriva sulla falsariga dei versi danteschi. Dai critici Dante è quindi generalmente ritenuto il vincitore della tenzone.
Il Sommo Poeta sarebbe stato il primo critico dello stile della Tenzone, di fatto rinnegandolo con la composizione della Divina Commedia, e condannandolo anche nel Purgatorio per bocca propria e dello stesso Forese. In particolare, durante l'incontro con Forese Dante ne esalta la moglie Nella Donati, che era invece stata oggetto di scherno nella Tenzone, idealmente ritrattandola.

### Temi
Un tema ricorrente all'interno dei sonetti è quello della nobiltà, e i due poeti non fanno che dubitare di quella dell'avversario. Per Dante i Donati sono solo una banda di ladri violenti e degenerati, che commettono troppe turpitudini per essere definiti veramente nobili. Per converso, Forese ritiene gli Alighieri dei vili e pusillanimi usurai, che non sanno nemmeno difendersi dai torti subiti come saprebbe invece fare un vero aristocratico.
Nella Tenzone ogni concetto affine al sacro viene inoltre ribaltato: il nodo di Salomone, antichissimo simbolo mistico, viene usato letteralmente come legaccio indotto dai peccati, mentre le figure femminili, care al dolce stil novo per la dimensione ideale dell'amore che rappresentano, sono qui bersaglio dei peggiori scherni (specialmente da parte di Dante, che anche qui ricalca lo stile di Rustico Filippi).

## Datazione
Molto poco si sa dell'epoca di composizione dei sonetti. È probabile siano stati composti dopo il 1283, anno in cui il padre di Dante Alighiero di Bellincione Alighieri, più volte citato da Forese, era già morto, come ricordato anche dall'avversario di Dante (trovai Alaghier tra le fosse, ovvero "tra le tombe"). La Tenzone inoltre risale necessariamente a prima del 1296, ovvero l'anno della morte dello stesso Forese Donati.
Giosuè Carducci confessò di non poter datare con certezza la Tenzone, mentre la maggior parte dei dantisti propende per una data posteriore alla morte di Beatrice Portinari, donna amata da Dante e deceduta nel 1290. I sonetti sarebbero quindi frutto del cosiddetto «periodo di traviamento» vissuto da Dante dopo la morte dell'amata, forse influenzato anche dallo stesso Forese, noto gaudente, che avrebbe reso Dante complice delle sue malefatte. Il traviamento avrebbe in seguito portato il Sommo Poeta a concepire l'immagine della selva oscura, simbolo di questa fase buia e "corrotta" della sua vita.
Un potenziale indizio per una datazione esatta della Tenzone verrebbe dal secondo sonetto di Forese, Va, rivesti San Gal, che fin dal titolo allude all'ospedale dei poveri sito in via San Gallo, che con un atto del Comune fiorentino del 19 maggio 1294 ricevette alcuni benefici. Secondo critici come Michele Barbi quindi lo scambio poetico risalirebbe all'incirca all'estate del 1294, quando tali provvedimenti erano ancora abbastanza recenti da essere ricordati. La grande versatilità stilistica del Sommo Poeta non fa comunque ritenere ad alcuni studiosi come Vincenzo Pernicone e Gianfranco Contini la Tenzone come un'opera composta isolatamente, considerandola contemporanea invece a lavori di più ampio respiro come la Vita nuova, risalente allo stesso periodo. Del resto Dante stesso, nel successivo trattato De vulgari eloquentia, avrebbe riconosciuto la versatilità della lingua volgare, che presentava più registri stilistici intercambiabili, tra cui appunto uno basso e comico, che lui stesso non si era sottratto dall'utilizzare prima nella Tenzone e poi, soprattutto, nell'Inferno.

## Autenticità
La critica letteraria ha per lungo tempo teso a dubitare dell'autenticità della Tenzone con Forese. Si è sviluppata la teoria che si trattasse di un falso databile al Rinascimento, e a questo filone di pensiero aderirono critici come Johann Heinrich Friedrich Karl Witte, Pietro Fraticelli, Antonio Lanza, Mauro Cursietti e Domenico Guerri. Witte li attribuiva a Burchiello, in una cui raccolta effettivamente figuravano due sonetti della Tenzone, mentre Fraticelli ne rifiutava come dantesco lo stile, definendoli «di quei servili ed insipidi rimatori del secolo XV che disonorarono il parnaso italiano». Soprattutto il Guerri si espresse, nel suo studio La corrente popolare del rinascimento, contro l'autenticità della Tenzone, definendola «brutta lebbra» e ritenendo impossibile che il Sommo Poeta avesse potuto utilizzare un linguaggio così osceno. Per il Guerri, i veri autori della Tenzone erano l'umanista Giovanni di Gherardo da Prato e l'amico Bicci Castellani, oppure ancora il poeta Stefano Finiguerri, i quali all'inizio del XV secolo per burlarsi degli ignoranti amanuensi fiorentini avrebbero creato ad arte una falsa opera dantesca. Witte invece proponeva una soluzione intermedia, ovvero che fosse stato un discendente di Dante l'autore dei sonetti, attribuendoli poi all'avo. I maggiori dubbi riguardo l'autenticità della Tenzone derivano dai pochissimi riferimenti ad essa nell'epoca immediatamente successiva alla supposta composizione, e soprattutto dallo stile utilizzato, ritenuto troppo lontano dalla perfezione dantesca per essere vero.
Il primo letterato non coevo a ritenere la Tenzone autentica fu Pietro Bembo nel '500; l'autenticità dell'opera aveva comunque per Bembo un mero scopo di funzionalità, ovvero dimostrare che lo stile di Dante era troppo "basso" per costituire il modello della lingua italiana, rendendo quindi il Sommo Poeta il meno prestigioso delle tre corone fiorentine a vantaggio di Francesco Petrarca e Giovanni Boccaccio. Sicuro della paternità dell'opera era anche Giosuè Carducci, che sottolineava come la litigiosa satira fosse assai comune nell'ambiente culturale del periodo. Il più ardente sostenitore moderno della paternità dantesca della Tenzone fu invece Michele Barbi nei suoi studi La tenzone di Dante con Forese e Ancora della tenzone di Dante con Forese (quest'ultimo scritto in risposta alle critiche del Guerri), seguito poi da Eugenio Chiarini sull'Enciclopedia dantesca. La conferma dell'autenticità dello scambio letterario deriverebbe, secondo Domenico De Robertis, dall'antichità di alcuni codici che lo riportano, poiché almeno il Chigiano L VIII 305 e il Palatino 180 sono indubbiamente trecenteschi, quindi antecedenti all'epoca della supposta falsificazione. Inoltre alcuni versi del sonetto Ben ti faranno il nodo Salamone sono citati dall'anonimo fiorentino, cronista il cui lavoro risale al tardo XIV secolo e non oltre il primo decennio del XV; proprio durante la sua chiosa all'incontro tra Dante e Forese nel Purgatorio infatti l'anonimo cita per intero la prima strofa del terzo sonetto della Tenzone. Tra l'altro, l'anonimo allude ad ulteriori poesie comprese nella Tenzone, ma esse, se mai esistite, sono andate perdute. Anche Giovanni Boccaccio, nel suo commento alla Divina Commedia, cita alcuni brevi passi della Tenzone, ritenendola quindi autentica. Anche il commentatore trecentesco Andrea Lancia, pur senza riportarne passaggi, cita la Tenzone nella sua chiosa alla Commedia. Altro argomento sfavorevole alla tesi della falsificazione sarebbe la disparità stilistica dei sonetti: come riconosciuto anche da Giosuè Carducci, quelli attribuiti a Dante presentano maggiore ritmicità e aderenza allo stile dantesco rispetto a quelli di Forese, più piatti e ripetitivi. In generale, la critica letteraria contemporanea tende a ritenere la Tenzone autentica, anche se non mancano eccezioni in senso opposto.
Da alcune similitudini con i sonetti di Cecco Angiolieri (le rime tristo, Cristo, acquisto del quinto componimento della tenzone compaiono identiche e con lo stesso ordine nel sonetto dell'Angiolieri Ma colui non vuol andarsene), Chiarini ipotizza una citazione voluta da parte dell'autore richiamante altre composizioni coeve andate perdute, forse di natura affine alla stessa Tenzone con Forese. Del resto è comprovata la corrispondenza del periodo tra Dante ed esponenti della corrente poetica comica, come appunto lo stesso Cecco Angiolieri e Meo de' Tolomei.